# Коронарна артеријска болест
Коронарна артеријска болест (енгл. coronary artery disease) или исхемијска болест срца или коронарна болест је назив за групу болести срца које настају услед смањеног протока крви кроз срчане артерије. Најчешћи узрок смањеног протока је атеросклероза. Као последица болести јавља отежано снабдевање срчаног мишића кисеоником, са пратећим знацима ангине пекторис.
Из најновијих кардиолошких студија, сазнајемо да преко 80% смртности од свих срчаносудовни (кардиоваскуларних) болести и 60% оптерећења од исхемијска болест срца (ИБС) потиче из земаља у развоју и неразвијених земаља. Процес „епидемиолошке транзиције“ болести срца и крвних судова не подразумева само промене у структури обољевања и умирања, већ се огледа и у променама у оквиру исте групе обољења (нпр. пад учесталости обољевања од реуматске грознице код младих, а чешћа појава ИБС код радно активног становништва). Зато, данас у највећем броју земаља света, у структури умирања од срчаносудовних болести доминира смртност од ИБС, након чега следи умирање од васкуларних болести мозга и других болести срца и крвних судова.

## Класификација кардиоваскуларних болести
Кардиоваскуларне болести (КВБ) представљају велику и хетерогену групу обољења које, према десетој
ревизији Међународне класификације болести (МКБ10, МКБ 10 - Међународна класификација болести, 10. ревизија), обухватају следеће поремећаје здравља:
- Акутна реуматска грозница,
- Хроничне реуматске болести срца,
- Болести проузроковане повишеним крвним притиском,
- Исхемијск болест срца (коронарна болест срца),
- Болести срца плућног порекла,
- Болести крвних судова плућа,
- Болести крвних судова мозга,
- Болести артерија, малих артерија и капилара, вена, лимфних судова и лимфних чворова,
- Друге и неозначене болести срца и крвотока.

Исхемијска болест срца (ИБС) представља најчешћу болест из ове велике групе.

## Облици исхемијске болести срца
- Стабилна ангина пекторис (лат. angina pectoris)
- Акутни коронарни синдром, који чини:
  - Нестабилна ангина пекторис
  - Акутни инфаркт миокарда
- Изненадна срчана смрт
- Срчана инсуфицијенција
- Поремећаји срчаног ритма (аритмија)
- Асимптоматична коронарна артеријска болест, исхемија срца без симптома

## Фактори ризика
Како још увек није у потпуности разјашњена етиопатогенеза исхемијске болести срца, у пракси и бројним изворима најчешће се говори о могућим факторима ризика који предиспонирају одређене особе (популацију) да оболе од ИБС са већом учесталошћу, него особа у једној популацији која није изложена истим факторима ризика.
| Могући фактори ризика које предиспонирају одређену особу да оболи од ИБС | Могући фактори ризика које предиспонирају одређену особу да оболи од ИБС |
| фактори ризика                                                           | Могући узроци |
| ------------------------------------------------------------------------ | --- |
| Главни независни                                                         | - Пушење дувана. Ризик зависи од броја попушених цигарета дневно и времена пушења, - Повишен крвни притисак. Ризик обољевања од ИБС расте са систолног притиском ако је он већи од 135 и дијастолним већим од 85 mmHg. - Повећани серумски (укупни и ЛДЛ) холестерол, низак ХДЛ холестерол, - Шећерна болест. Око 60% свих смртних случајева код ове болести чини ИБС. - Животна доб, примарно старије животно доба (мушкарци старости >55 година и жене после менопаузе и старости >65 година). Ризик расте линеарно са годинама старости. Код мушкараца почев од 30 године, код жена почев од менопаузе (старости >65 година). Код мушкараца је изнад 55 године двоструко већи ризик да оболе од ИБС него код жена, касније (после 65 године) се ризик код мушкараца и жена постепено изједначава |
| Предоминирајући                                                          | - Гојазност, трбушна гојазност. Велика телесна маса повећава ризик за појаву шећерне болести, хипертензију, хиперхолестеролемију...) - Мала физичка активност, седентарни начин живота, - Позитивна породична анамнеза за исхемијску болест срца у ранијем животном добу (<55 код мушкараца; <65 година код жена), - Етничке карактеристике, - Психосоцијални фактори. Личности типа А (компетитивна личност, амбициозна личност...) имају повећава ризик од ИБС. Стрес такође значајно повећава ризик за рану појаву ИБС. |
| Условни                                                                  | - Повишени триглицериди, повишене мале ЛДЛ честице , - Повишен хомоцистеин, повишен липопротеин Лп (а), - Повишен фибриноген. - Повишени инфламаторни маркери (Ц реактивни протеин). |

## Узрок и механизам настанка
Најчешћи узрок коронарне артеријске болести је атеросклероза срчаних артерија. Може се слободно рећи да је коронарна болест манифестација атеросклерозе у срчаним артеријама. Код атеросклерозе долази до стварања фиброзног (атероматозног) плака и нагомилавања масноћа-холестерола, ЛДЛ липопротеина итд. испод његове површине, тако да се постепено смањује лумен крвног суда. Сужење коронарних артерија од 50-75% је већ значајно, док је сужење преко 75% обично повезано са ангином пекторис.
Тромбоза такође може довести до смањења лумена крвног суда или потпуне оклузије (потпуног затварања лумена) срчаних артерија. Најчешће се јавља услед пуцања атеросклеротског плака и ослобађања тромбогеног материјала, који доводи до агрегације тромбоцита и појаве тромбозе. Тада може доћи до критичне стенозе, смањења лумена срчаних артерија за 75-99% када се исцрпљују све могућности за компензацију срчане циркулације. Сужење (стеноза) од 100% је потпуно запушење срчаних артерија. Тада се јавља акутни коронарни синдром (нестабилна ангина и акутни инфаркт миокарда).
Грчеви (спазми) срчаних артерија такође могу довести до сужења њиховог лумена и појаве симптома коронарне болести срца нпр. Принцметалова ангина.
Ретки узроци коронарне болести срца су: емболије (тромбоемболије, емболије изазване ендокардитисом), васкулитиси (нодозни панартеритис, Такајаши артеритис, Кавасакијева болест, Сифилис итд.). Дисекција аорте у усходном делу аорте такође може довести до затварања крвних судова срца.
Застој протока крви кроз срчане артерије покреће исхемијску каскаду. Долази до активирања анаеробних процеса добијања енергија као нпр. гликолиза, што води стварању млечне киселине (лактат), који може изазвати регионалну ацидозу. Због смањеног снабдевања кисеоником и појаве хипоксије и ацидозе контрактилност срчаног мишића се смањује, повећава притисак у њему, што га додатно оптерећује. Такође долази до активације симпатикуса, који изазива повећање периферног отпора (притиска крви), срчане фреквенце и снаге, чиме потребе срца за кисеоником додатно расту. Услед поменутих узрока поједине срчане ћелије и делови повратно испадају из функције (успавани миокард, енгл. hibernating myocardium), а ако исхемија потраје дуже јавља се и изумирање срчаних ћелија што се манифестује као акутни инфаркт миокарда.

## Симптоми
Најчешћи и водећи симптом ове групе болести је ангина пекторис. Овај појам означава нападе бола у пределу средњег дела грудног коша-прекордијално (ретростернално), ређе искључиво на левој или десној половини грудног коша или абдоминално. Бол је обично тупог карактера, у виду притиска, стезања може се јавити и у виду печења или јаког интензивног бола. Често се бол шири у леву, ређе десну руку, врат, доњу вилицу, леђа и стомак. Бол је обично праћен осећањем страха, презнојавањем... Тегобе и болови се јављају при напору, стресу, узбуђењу и обично пролазе се престанком напора, кад се пацијент смири. Дужина трајања болова је врло битна. Ангинозни болови не трају дуже од 5-10 минута, и престају обично кад се оболели смири или изме лекове. Уколико болови трају дуже од 20 минута могуће је да се ради о инфаркту.
Међутим некада (у отприлике 30% случајева) се ангинозни болови уопште не морају јавити, већ симптоми у виду несвестице, губитка свести (синкопа), вртоглавице, зујања у ушима, дезоријентисаности...
Често коронарна болест срца не доводи ни до каквих симптома и случајно се прегледом може открити.

## Подела
Тежина коронарне болести срца је према свом главном критеријуму ангини пекторис према класификацију канадског удружења за кардиоваскуларне болести подељена на 4 степена тежине.
| Канадска класификација ангине пекторис | Канадска класификација ангине пекторис                                    | Канадска класификација ангине пекторис             |
| -------------------------------------- | ------------------------------------------------------------------------- | -------------------------------------------------- |
| Степен тежине                          | Опис                                                                      | Пример                                             |
| I                                      | При нормалном напору се не јавља ангина, јавља се само при тешком напору. |                                                    |
| II                                     | Ангина се јавља при напору.                                               | Тегобе код пењања уз степенице или ходања узбрдо.  |
| III                                    | Ангина се јавља при минималном напору.                                    | Тегобе у току обављања свакодневних кућних послова |
| IV                                     | Ангинозни напади се јављају при минималном напору, али такође у мировању. | Тегобе се могу јавити и у мировању                 |

## Форме коронарне болести

### Стабилна ангина пекторис
Карактерише се краткотрајним ангинозним боловима, који су изазвани напором, стресом, хладноћом.
Назив стабилна указује на то да се тегобе јављају само код одређеног степена напора, при мањем напору се не јављају.

### Акутни коронарни синдром
Обухвата нестабилну ангину пекторис и акутни инфаркт миокарда. Појам нестабилна ангина означава тегобе у виду ангинозних болова које се јављају при све мањем напору. Граница напора од које тегобе настају је све мања, па је пацијент све ограниченији у својим активностима. Оваква ангина може настати из стабилне или се јавити као ново обољење код претходно ”здравог” пацијента. Постоји више облика нестабилне ангине:
- лат.  (нова) ангина
- лат.  (која се појачава) ангина
- ангина мировања
- Принцметалова ангина

Инфаркт миокарда се може поделити на:
- Инфаркт са елевацијом ST сегмента
- Инфаркт без елевације ST сегмента
- Инфаркт са Q зупцем
- Инфаркт без Q зупца

### Изненадна срчана смрт
То је неочекивана смрт из срчаних узрока у временском размаку од једног сата од почетка тегоба до смрти.
Најчешћи узрок су срчане аритмије до којих коронарна болест може довести.

### Инсуфицијенција срца
Настаје услед смањења срчане функције, тако да срце не може да испумпа довољно крви да покрије потребе организма.

### Асимптоматска коронарна болест
Пацијенти оболели од стабилне и нестабилна ангине пекторис, поред симптоматичних могу да имају и асимптоматичне нападе болести.
Асимптоматска ангина је честа код пацијената оболелих од дијабетеса и пушача јер се код ових може јавити оштећење нервног система који преноси бол.

## Дијагностика и терапија
Од дијагностичких метода користи се:
- физикални преглед
- лабораторијски налаз: холестерол, масноће (липиди), глукоза, хормони штитне жлезде, крвна слика, липопротеини, тропонин...
- ЕКГ
- ергометрија
- ултразвук
- сцинтиграфија миокарда
- коронарна ангиографија
- компјутеризована томографија

У терапији се примењују лекови, перкутана транслуминална коронарна ангиопластика (енгл. PCTA), бајпас хирургија...